# Jørgen Flindt Pedersen
Jørgen Flindt Pedersen (Odense, l 28 de febrer de 1940 - 25 de gener de 2021) va ser un periodista, autor i director de cinema danès.
El 1964 es va llicenciar en ciències polítiques per la Universitat d'Aarhus. Després va aconseguir una feina com a periodista al Demokraten de 1962 a 1966. Durant l'última part dels seus estudis i quatre anys més tard, va ser membre de l'Ajuntament d'Aarhus de 1962 a 1966. Va treballar a Danmarks Radio entre 1967 i 1987. Després del seu pas a Danmarks Radio, se li va oferir el càrrec d'editor en cap de Det Fri Aktuelt, que va ocupar entre 1987 i 1993. Va substituir Tøger Seidenfaden com a director general de TV 2/DANMARK l'any 1993 i va romandre en aquest càrrec fins a l'any 2000. Des d'aleshores és autònom i propietari de la productora Far Film amb seu a Kerteminde a Fyn.
Va rebre els premis honorífics periodístics Cavlingprisen (1979) i Krygerprisen juntament amb Erik Stephensen. Van rebre el Premi Cavling perquè havien presentat problemes polítics i econòmics a la població de Dinamarca amb un ampli material de fons i d'una manera compromesa.
L'esposa de Jørgen Flindt Pedersen, Birgitte Flindt Pedersen, va ser durant un període tinent d'alcalde a Birkerød. Tenen tres fills: Charlotte Flindt Pedersen és directora de la Udenrigspolitisk Selskab, Malene Flindt Pedersen, és la fundadora i copropietària de la productora Hansen og Pedersen, i Lars Flindt Pedersen, que és director de premsa a l'Arbejdstilsynet.
Amb un equip de filmació, Jørgen Flindt Pedersen va visitar vuit illes habitades més petites a l'Arxipèlag Det Sydfynske l'agost de 2005.
El resultat va ser la sèrie de televisió Gensyn med De Danskes Øer, on cadascun dels vuit episodis va fer un retrat d'una illa i els seus habitants. La sèrie es va emetre per primera vegada a TV2 Charlie l'abril i maig de 2006.

## Filmografia
- ”Din nabos søn” (1981)
- ”En lille by i USA”
- "Dagbog fra Beirut (1982)
- ”Arven fra Seveso” (1985)
- ”Når staten slår ihjel” (1994)
- ”Gift med en dødsdømt” (1994)
- ”Kærlighed på dødsgangen” (1994)
- ”Remfeldt”
- ”Drengene fra Vollsmose”(2002)
- ”De besatte”(2003)
- "Jeg elsker bøfler" (2003)
- ”En familie i krig” (2004)
- "Danmark for begyndere - Historien om Lokalplan 219" (2004)
- "Drengen fra Vollsmose" (2004)
- "Terror og tortur" (2005)
- "Tortur - en tikkende bombe" (2005)
- "Gensyn med de danskes øer" (2006)
- "Sanselighedens pris" (2007)
- "Baronen og malerdjævelen - en rejse i Sybergland" (2010)
- "Bødlen som offer" (2011)
- "I krig med sig selv" (2012)

## Obres
- USA – drøm og virkelighed (1975)
- Hvem skal eje Danmark? (1979)
- Hjerteblod, erindringer (2000)
- Drengene fra Vollsmose (2002)
- Brylluppet i Ramallah (2003)

## Material didàctic
- "Tortur og den tikkende bombe" (juntament amb Dignity - Institut Danès contra la tortura)

## Premis
- Premi Kryger (1978) (juntament amb Erik Stephensen)
- Premi Cavling (1979)
- Premi El món sense tortura (2012)